# Route nationale 17 (Luxembourg)
Pour les articles homonymes, voir N17 et Route nationale 17.
La route nationale 17 est une route nationale luxembourgeoise reliant Diekirch à Vianden.